# Aristó de Tir
Aristó de Tir (en grec Ἀρίστων) va ser un polític i militar cartaginès.
Sembla que era amic d'Hanníbal, el qual, mentre estava exiliat a la cort selèucida del rei Antíoc III, el va enviar a Cartago a buscar suports entre els seus amics, per fer una nova guerra contra els romans. Hanníbal, per evitar que el missatge fos interceptat, no li va donar res per escrit. A la ciutat, els enemics d'Hanníbal va sospitar de la seva missió perquè va ser vist moltes vegades amb gent del partit favorable als Barca. Les sospites es van presentar al tribunal i Aristó va ser detingut i obligat a declarar l'objecte de la seva estada. Les explicacions que va donar no van resultar gaire convincents i es va decidir ajornar el judici per a l'endemà. Aquella nit Aristó es va embarcar i va fugir de Cartago, deixant una carta en un lloc públic on deia que els encàrrecs que portava no eren per cap particular sinó pel senat.